# 克利福德 (密歇根州)
克利福德（英語：Clifford）是位於美國密歇根州拉皮爾縣伯靈頓鎮區的一個村。

## 人口
根據2020年美國人口普查的數據，克利福德的面積為3.91平方千米，當中陸地面積為3.91平方千米，而水域面積為0.00平方千米。當地共有人口300人，而人口密度為每平方千米76人。